# Paulinet
Paulinet é uma comuna francesa na região administrativa da Occitânia, no departamento de Tarn. Estende-se por uma área de 73.75 km², e possui 551 habitantes, segundo o censo de 2018, com uma densidade de 7.5 hab/km².